# Montanoa mollissima
Montanoa mollissima là một loài thực vật có hoa trong họ Cúc. Loài này được Brongn. ex Brongn. mô tả khoa học đầu tiên năm 1857.